# Canal de Can Benet
El Canal de Can Benet és una obra de Sant Joan de les Abadesses (Ripollès) protegida com a Bé Cultural d'Interès Local.

## Descripció
Canal de 2.375 metres que travessa les propietats de la Folcrà, el Marquès i el Grau. A l'altura d'aquest últim immoble, hi ha una reixa de neteja de les aigües. Passat aquest tram, l'aigua és conduïda a través d'una canonada que acaba estant integrada en un pont per sobre del torrent del Coll del Pal. El primer tram del canal passa adossat a la pedra, al marge dret del riu Ter, mitjançant un aparell constructiu; el segon tram, en canvi, transcorre pels camps de les cases del Marquès i del Grau.

## Història
Originalment, el canal alimentava l'antiga central, la qual funcionà entre 1903 i 1924.